# Ladies European Tour
Ladies European Tour (LET) är damernas professionella golftävlingar i framför allt Europa. Den organisation som är ansvarig för dessa tävlingar heter Ladies European Tour Limited.
Det är världen näst största organisation för damgolftävlingar efter LPGA-touren i USA och förutom tävlingarna i Europa så arrangeras tävlingar i Australien och Asien. LET organiserar två majors varav endast Women's British Open betraktas som major av LPGA. Evian Masters har majorstatus endast i Europa.
Women's Professional Golf Association (WPGA) bildades som en del av The Professional Golfers' Association, PGA, 1978 men WPGA:s medlemmar röstade för att dra sig ur 1988 och bilda en oberoende organisation, Women Professional Golfers' European Tour Limited (WPGET). 1998 bytte touren namn till European Ladies' Professional Golf Association och i juli 2000 togs det nuvarande namnet Ladies European Tour.
Den bästa spelaren under året på Ladies European Tour är den som vinner Order of Merit (penningligan).

## Order of Merit
| År   | Vinnare          |
| 2008 | Gwladys Nocera   |
| 2007 | Sophie Gustafson |
| 2006 | Laura Davies     |
| 2005 | Iben Tinning     |
| 2004 | Laura Davies     |
| 2003 | Sophie Gustafson |
| 2002 | Paula Marti      |
| 2001 | Raquel Carriedo  |
| 2000 | Sophie Gustafson |
| 1999 | Laura Davies     |
| 1998 | Helen Alfredsson |
| 1997 | Alison Nicholas  |